# Żurawicze
Żurawicze (ukr. Журавичі) – wieś na Ukrainie w rejonie łuckim obwodu wołyńskiego.
Do 2020 w rejonie kiwereckim. 